# Ганс фон Мануссі
Карл Ганс фон Мануссі Едлер фон Монтезоле (нім. Karl Hans von Manussi Edler von Montesole; 12 вересня 1893, Відень, Австро-Угорщина — 19 січня 1962, Зімбах-ам-Інн, ФРН) — австро-угорський, австрійський і німецький офіцер, генерал-майор вермахту.

## Біографія
Син службовця магістрату Франца фон Мануссі і його дружити Марії, уродженої фон Бінна. 18 серпня 1912 року вступив в 2-й тірольський земельний стрілецький полк. Учасник Першої світової війни, командир взводу, потім роти свого полку. 4 листопада 1918 року взятий в полон італійськими військами. 4 серпня 1919 року звільнений і продовжив службу в австрійській армії. З 1 березня 1930 року — командир 7-ї, з 1 вересня 1930 року — 9-ї роти 5-го піхотного полку. Після аншлюсу 15 березня 1938 року автоматично перейшов у вермахт. 1 серпня 1938 року призначений в штаб 134-го піхотного полку. З 3 січня 1939 року — командир 2-ї роти, з 1 серпня 1939 року — 3-го запасного батальйону свого полку.
З 26 серпня 1939 року — командир 3-го батальйону 462-го піхотного полку, з 5 жовтня 1940 року — всього полку, з 23 грудня 1940 року — 216-го запасного піхотного, з 5 січня 1942 року — 739-го піхотного полку, дислокованого у Франції. 26 квітня 1944 року був визнаний непридатним для командування полком через стан здоров'я, а 14 травня був знятий з посади і відправлений в резерв. 26 листопада був відряджений в 17-й військовий округ для ознайомлення з системою запасних частин. 10 лютого 1945 року був відряджений до німецького генерала в Італії для навчання на військового коменданта. З 20 березня — комендант плацдарму Віттенберг. В кінці війни командував народно-гренадерською дивізією.

## Сім'я
17 вересня 1921 року одружився з Елізабет Ауфшлегер.

## Звання
- Фенріх (18 серпня 1912)
- Лейтенант (1 листопада 1913)
- Оберлейтенант (1 липня 1915)
- Гауптман (1 січня 1921)
- Майор (18 січня 1930)
- Оберстлейтенант (1 лютого 1939)
- Оберст (1 лютого 1941)
- Генерал-майор (30 січня 1945)

## Нагороди
- Орден Залізної Корони 3-го класу з військовою відзнакою і мечами
- Військовий Хрест Карла
- Медаль «За поранення» (Австро-Угорщина) з однією смугою
- Пам'ятна військова медаль (Австрія) з мечами
- Хрест «За вислугу років» (Австрія) 2-го класу для офіцерів (25 років)
- Хрест «За військові заслуги» (Австрія) 3-го класу (11 грудня 1935)
- Почесний хрест ветерана війни з мечами
- Медаль «За вислугу років у Вермахті» 4-го, 3-го, 2-го і 1-го класу (25 років)
- Нагрудний знак «За поранення» в чорному — заміна австро-угорської медалі «За поранення».
- Залізний хрест
  - 2-го класу (15 травня 1940)
  - 1-го класу (16 липня 1940)
- Хрест Воєнних заслуг 2-го і 1-го класу з мечами (30 січня 1943) — отримав 2 нагороди одночасно.